# فولتلاگه
فولتلاگه (به آلمانی: Voltlage) یک شهر در آلمان است که در اوسنابروک واقع شده‌است. فولتلاگه ۱٬۷۹۲ نفر جمعیت دارد.